# آنتونیو لبو لبو
آنتونیو لبو لبو (پرتغالی: António Lebo Lebo؛ زادهٔ ۲۹ مهٔ ۱۹۷۷) یک بازیکن فوتبال اهل آنگولا است. او عاشق لبو است و به این علت فامیلش را از کارتین به لبو لبو تغییر داد.